# Unione battista del Galles
L'Unione battista del Galles ((CY)   Undeb Bedydd wyr Cymru) è una federazione di Chiese battiste del Galles (Regno Unito).
La diffusione della religione battista in questa regione iniziò con la predicazione del ministro Hugh Evans, intorno al 1646. Nel 1649 John Miles (1621-1683) e Thomas Proud, legati ai "Particular Baptists" di Londra, costituirono una chiesa a Ilston e nel 1650 le prime tre comunità battiste tennero la prima riunione generale. 
Uno dei ministri battisti di lingua gallese fu - nel periodo successivo - Chris Evans (1766-1838).
L'Unione fu ufficialmente istituita nel 1866 come membro dell'Alleanza evangelica del Galles, del Cytûn (Unione delle Chiese del Galles), della Federazione battista europea e dell'Alleanza mondiale battista. La sede è nella città di Abertawe (contea di Swansea).
Nel 1995 l'Unione contava 544 comunità (con oltre 25.000 fedeli), delle quali 146 (con 9552 fedeli) erano contemporaneamente anche membri dell'Unione battista di Gran Bretagna. Malgrado la popolazione parli inglese, il culto viene svolto in lingua gallese.
La percentuale di popolazione del Galles di fede battista è la più alta d'Europa, in particolare a nord della regione di Powys.